# 小笠原安元
小笠原 安元（おがさわら やすもと）は、戦国時代の武将。

## 出自
生家は信濃源氏の有力な一門である小笠原氏の傍流で、代々三河国幡豆郡欠城に住んだ一族である。父は小笠原摂津守と称したが系譜は諸説あり、菩提寺である安泰寺の過去帳は父の長重が信濃国より幡豆郡に移ったとするが、『寛政重修諸家譜』には他に二説を載せる。則ち一説は小笠原氏祖長清の6代の孫の泰房が幡豆郡に移り、安元はその8代の孫に当たるとするもの。もう一説は遠江小笠原氏の初代に当たる小笠原長高の次男宗長が幡豆郡に移り、その子を安元とするものである。なお幡豆郡には他に遠江小笠原氏と同じく信濃守護・小笠原貞朝の庶子から分かれて寺部城主となった家もあり、3代目の小笠原広重は安元の女婿となっている。

## 生涯
幡豆小笠原氏は当初駿河・遠江・三河を治めた戦国大名の今川氏に属したが、永禄5年（1562年）頃から今川氏に対して独立した松平元康（徳川家康）に従うようになり、永禄6年（1563年）三河一向一揆の乱では一揆に乗じた荒川義広の押さえを担当し、一揆鎮圧後の翌年には小笠原広重とともに幡豆郡内の所領の安堵を受けている。続く吉田城攻めでは押さえとして船形山砦を守備し、また城主大原資良の弟・勘助を討ち取る功を立てた。永禄11年（1568年）家康が遠江国に侵攻した際には、遠江小笠原氏の小笠原氏興が武田氏に降伏しようとしているという風聞があったため、氏興を説得して味方に引き入れた。この功によって渥美郡に赤羽根・赤沢・芦の三郷を加増されている。翌年の掛川城攻めでは袋井口の戦いで武功を立てた。その後程なく致仕して家督を嫡男の安次に譲った。
後年、安元は現在の西尾市西幡豆町講伏に天正10年（1582年）に戦没した嫡男安次の院号を冠した安泰寺を建立している。天正17年（1589年）80歳で死去。当時の家督は安次の子の広勝で、また次男の左大夫、三男の安勝も別家を立てて子孫はいずれも江戸幕府旗本となった。